# Piragüismo en los Juegos Olímpicos
El piragüismo en los Juegos Olímpicos se realiza desde la edición de Berlín 1936, aunque fue deporte de exhibición en los Juegos de París 1924. Son realizadas competiciones en dos disciplinas: aguas tranquilas y eslalon (esta última se introdujo por primera vez en la edición de Múnich 1972, pero no fue hasta Barcelona 1992 que se ha venido realizando en cada edición consecutiva).
Tras el Campeonato Mundial, es la máxima competición internacional de piragüismo. Es organizado por el Comité Olímpico Internacional (COI), junto con la Federación Internacional de Piragüismo (ICF).

## Ediciones
| Núm.  | Año                 | Sede                                     | Canal                                                                            |
| ----- | ------------------- | ---------------------------------------- | -------------------------------------------------------------------------------- |
| I     | Berlín 1936         | Berlín ( Alemania)                       | Lago Langer                                                                      |
| II    | Londres 1948        | Henley ( Reino Unido)                    | Río Támesis                                                                      |
| III   | Helsinki 1952       | Helsinki ( Finlandia)                    | Bahía de Taivallahti                                                             |
| IV    | Melbourne 1956      | Ballarat ( Australia)                    | Lago Wendouree                                                                   |
| V     | Roma 1960           | Castel Gandolfo ( Italia)                | Lago Albano                                                                      |
| VI    | Tokio 1964          | Sagamihara ( Japón)                      | Lago Sagami                                                                      |
| VII   | México 1968         | Ciudad de México ( México)               | Pista Olímpica Virgilio Uribe                                                    |
| VIII  | Múnich 1972         | Múnich y Augsburgo ( RFA)                | Canal de Oberschleißheim Eiskanal                                                |
| IX    | Montreal 1976       | Montreal ( Canadá)                       | Río San Lorenzo                                                                  |
| X     | Moscú 1980          | Moscú ( URSS)                            | Canal de Krylatskoye                                                             |
| XI    | Los Ángeles 1984    | Oak View ( Estados Unidos)               | Lago Casitas                                                                     |
| XII   | Seúl 1988           | Hanam ( Corea del Sur)                   | Río Han                                                                          |
| XIII  | Barcelona 1992      | Castelldefels y · Seo de Urgel ( España) | Canal Olímpico de Cataluña Parque Olímpico del Segre                             |
| XIV   | Atlanta 1996        | Gainesville y Ducktown ( Estados Unidos) | Lago Lanier Centro de Aguas Bravas Ocoee                                         |
| XV    | Sídney 2000         | Penrith ( Australia)                     | Centro de Regatas Internacional Estadio de Aguas Bravas                          |
| XVI   | Atenas 2004         | Maratón y · Elinikó ( Grecia)            | Centro Olímpico de Remo y Piragüismo de Schinias Centro de Piragüismo en Eslalon |
| XVII  | Pekín 2008          | Shunyi ( China)                          | Parque Olímpico de Remo y Piragüismo                                             |
| XVIII | Londres 2012        | Windsor y Waltham Cross ( Reino Unido)   | Eton Dorney Centro de Aguas Bravas Lee Valley                                    |
| XIX   | Río de Janeiro 2016 | Río de Janeiro ( Brasil)                 | Laguna Rodrigo de Freitas Estadio Olímpico de Canotaje Slalom                    |
| XX    | Tokio 2020          | Tokio ( Japón)                           | Canal Sea Forest Centro de Piragüismo en Eslalon de Kasai                        |
| XXII  | París 2024          | Vaires-sur-Marne ( Francia)              | Estadio Náutico de Vaires-sur-Marne                                              |

1. ↑  En el caso de haber dos instalaciones, la primera corresponde a las competiciones de piragüismo en aguas tranquilas y la segunda a las de eslalon.

## Medallero histórico
- Actualizado a París 2024.

| Núm. | País                    | Oro | Plata | Bronce | Total |
| ---- | ----------------------- | --- | ----- | ------ | ----- |
| 1    | Alemania                | 56  | 39    | 40     | 135   |
| 2    | Rusia                   | 32  | 18    | 16     | 66    |
| 3    | Hungría                 | 28  | 35    | 30     | 93    |
| 4    | Suecia                  | 15  | 11    | 4      | 30    |
| 5    | República Checa         | 14  | 10    | 7      | 31    |
| 6    | Nueva Zelanda           | 14  | 3     | 2      | 19    |
| 7    | Rumania                 | 10  | 10    | 14     | 34    |
| 8    | Francia                 | 9   | 11    | 19     | 39    |
| 9    | Australia               | 8   | 9     | 15     | 32    |
| 10   | Eslovaquia              | 8   | 7     | 6      | 21    |
| 11   | Italia                  | 7   | 8     | 4      | 19    |
| 12   | Estados Unidos          | 6   | 6     | 7      | 19    |
| 13   | Noruega                 | 6   | 4     | 4      | 14    |
| 14   | Canadá                  | 5   | 11    | 12     | 28    |
| 15   | España                  | 5   | 10    | 8      | 23    |
| 15   | Reino Unido             | 5   | 10    | 8      | 23    |
| 17   | Finlandia               | 5   | 2     | 3      | 10    |
| 18   | República Popular China | 5   | 2     | 0      | 7     |
| 19   | Bulgaria                | 4   | 5     | 8      | 17    |
| 20   | Dinamarca               | 3   | 6     | 8      | 17    |
| 21   | Austria                 | 3   | 5     | 6      | 14    |
| 22   | Ucrania                 | 3   | 4     | 4      | 11    |
| 23   | Bielorrusia             | 2   | 3     | 4      | 9     |
| 24   | Serbia                  | 2   | 3     | 1      | 6     |
| 25   | Brasil                  | 1   | 3     | 1      | 5     |
| 25   | Cuba                    | 1   | 3     | 1      | 5     |
| 27   | Eslovenia               | 1   | 2     | 0      | 3     |
| 28   | Polonia                 | 0   | 9     | 14     | 23    |
| 29   | Países Bajos            | 0   | 3     | 5      | 8     |
| 30   | Letonia                 | 0   | 2     | 0      | 2     |
| 31   | Moldavia                | 0   | 1     | 2      | 3     |
| 32   | Azerbaiyán              | 0   | 1     | 1      | 2     |
| 32   | Portugal                | 0   | 1     | 1      | 2     |
| 34   | Suiza                   | 0   | 1     | 0      | 1     |
| 35   | Israel                  | 0   | 0     | 1      | 1     |
| 35   | Japón                   | 0   | 0     | 1      | 1     |
| 35   | Lituania                | 0   | 0     | 1      | 1     |
| 35   | Sudáfrica               | 0   | 0     | 1      | 1     |
| 35   | Togo                    | 0   | 0     | 1      | 1     |
|      | TOTAL                   | 258 | 258   | 260    | 776   |

1. ↑  Incluye las medallas obtenidas por la RFA y la RDA entre 1949 y 1990.
2. ↑  Incluye las medallas obtenidas por la URSS.
3. ↑  Incluye las medallas obtenidas por Checoslovaquia.
4. ↑  Incluye las medallas obtenidas por Yugoslavia.

## Piragüistas con más medallas
- Actualizado hasta Tokio 2020

### Aguas tranquilas

#### Hombres
| N.º | Piragüista           | País           | Años      | Oro | Plata | Bronce | Total |
| --- | -------------------- | -------------- | --------- | --- | ----- | ------ | ----- |
| 1   | Gert Fredriksson     | Suecia         | 1948–1960 | 6   | 1     | 1      | 8     |
| 2   | Ivan Patzaichin      | Rumania        | 1968–1984 | 4   | 3     | 0      | 7     |
| 3   | Ian Ferguson         | Nueva Zelanda  | 1984–1988 | 4   | 1     | 0      | 5     |
| 4   | Max Rendschmidt      | Alemania       | 2016–2024 | 4   | 0     | 0      | 4     |
| 5   | Knut Holmann         | Noruega        | 1992–2000 | 3   | 2     | 1      | 6     |
| 6   | Paul MacDonald       | Nueva Zelanda  | 1984–1988 | 3   | 1     | 1      | 5     |
| 6   | Kay Bluhm            | RDA · Alemania | 1988–1996 | 3   | 1     | 1      | 5     |
| 6   | Antonio Rossi        | Italia         | 1992–2004 | 3   | 1     | 1      | 5     |
| 6   | Andreas Dittmer      | Alemania       | 1996–2004 | 3   | 1     | 1      | 5     |
| 10  | Torsten Gutsche      | Alemania       | 1992–1996 | 3   | 1     | 0      | 4     |
| 10  | Zoltán Kammerer      | Hungría        | 2000–2012 | 3   | 1     | 0      | 4     |
| 12  | Rüdiger Helm         | RDA            | 1976–1980 | 3   | 0     | 3      | 6     |
| 13  | Sebastian Brendel    | Alemania       | 2012–2020 | 3   | 0     | 1      | 4     |
| 14  | Vladimir Morozov     | URSS           | 1964–1972 | 3   | 0     | 0      | 3     |
| 14  | Serguei Chujrai      | URSS           | 1976–1980 | 3   | 0     | 0      | 3     |
| 14  | Vladimir Parfenovich | URSS           | 1980      | 3   | 0     | 0      | 3     |
| 14  | Botond Storcz        | Hungría        | 2000–2004 | 3   | 0     | 0      | 3     |
| 14  | Tom Liebscher        | Alemania       | 2016–2024 | 3   | 0     | 0      | 3     |
| 19  | Saúl Craviotto       | España         | 2008–2024 | 2   | 2     | 2      | 6     |
| 20  | Zsolt Gyulay         | Hungría        | 1988–1992 | 2   | 2     | 0      | 4     |
| 21  | Bernd Olbricht       | RDA            | 1976–1980 | 2   | 1     | 1      | 4     |
| 21  | Matija Ljubek        | Yugoslavia     | 1976–1984 | 2   | 1     | 1      | 4     |
| 21  | Eirik Verås Larsen   | Noruega        | 2004–2012 | 2   | 1     | 1      | 4     |

#### Mujeres
| N.º | Piragüista             | País           | Años      | Oro | Plata | Bronce | Total |
| --- | ---------------------- | -------------- | --------- | --- | ----- | ------ | ----- |
| 1   | Birgit Fischer         | RDA · Alemania | 1980–2004 | 8   | 4     | 0      | 12    |
| 2   | Lisa Carrington        | Nueva Zelanda  | 2012–2024 | 8   | 0     | 1      | 9     |
| 3   | Danuta Kozák           | Hungría        | 2008–2020 | 6   | 1     | 1      | 8     |
| 4   | Katrin Wagner-Augustin | Alemania       | 2000–2012 | 4   | 1     | 1      | 6     |
| 5   | Katalin Kovács         | Hungría        | 2000–2012 | 3   | 5     | 0      | 8     |
| 6   | Agneta Andersson       | Suecia         | 1984–1996 | 3   | 2     | 2      | 7     |
| 7   | Natasa Dusev-Janics    | Hungría        | 2004–2012 | 3   | 2     | 1      | 6     |
| 8   | Ramona Portwich        | RDA · Alemania | 1988–1996 | 3   | 2     | 0      | 5     |
| 9   | Anke von Seck          | RDA · Alemania | 1988–1992 | 3   | 1     | 0      | 4     |
| 9   | Gabriella Szabó        | Hungría        | 2008–2016 | 3   | 1     | 0      | 4     |
| 11  | Liudmila Pinayeva      | URSS           | 1964–1972 | 3   | 0     | 1      | 4     |
| 12  | Rita Kőbán             | Hungría        | 1988–2000 | 2   | 3     | 1      | 6     |
| 13  | Antonina Seredina      | URSS           | 1960–1968 | 2   | 0     | 1      | 3     |

### Eslalon

#### Hombres
| N.º | Piragüista         | País                             | Años      | Oro | Plata | Bronce | Total |
| --- | ------------------ | -------------------------------- | --------- | --- | ----- | ------ | ----- |
| 1   | Pavol Hochschorner | Eslovaquia                       | 2000–2008 | 3   | 0     | 1      | 4     |
| 1   | Peter Hochschorner | Eslovaquia                       | 2000–2008 | 3   | 0     | 1      | 4     |
| 3   | Tony Estanguet     | Francia                          | 2000–2012 | 3   | 0     | 0      | 3     |
| 4   | Michal Martikán    | Eslovaquia                       | 1996–2012 | 2   | 2     | 1      | 5     |
| 5   | Lukáš Pollert      | Checoslovaquia · República Checa | 1992–1966 | 1   | 1     | 0      | 2     |
| 6   | Frank Adisson      | Francia                          | 1992–1996 | 1   | 0     | 1      | 2     |
| 6   | Wilfrid Forgues    | Francia                          | 1992–1996 | 1   | 0     | 1      | 2     |
| 6   | Pierpaolo Ferrazzi | Italia                           | 1992–2000 | 1   | 0     | 1      | 2     |
| 6   | Jiří Prskavec      | República Checa                  | 2016–2020 | 1   | 0     | 1      | 2     |

#### Mujeres
| N.º | Piragüista          | País            | Años      | Oro | Plata | Bronce | Total |
| --- | ------------------- | --------------- | --------- | --- | ----- | ------ | ----- |
| 1   | Jessica Fox         | Australia       | 2012–2024 | 3   | 1     | 2      | 6     |
| 2   | Štěpánka Hilgertová | República Checa | 1996–2000 | 2   | 0     | 0      | 2     |
| 2   | Elena Kaliská       | Eslovaquia      | 2004–2008 | 2   | 0     | 0      | 2     |
| 4   | Maialen Chourraut   | España          | 2012–2020 | 1   | 1     | 1      | 3     |